# Naft Maysan
Maillots
Actualités
Le Naft Maysan Football Club (en arabe : نادي نفط ميسان), plus couramment abrégé en Naft Maysan est un club irakien de football fondé en 2003 et basé dans la ville d'Al-Amara, dans la province de Maysan.

## Histoire
Le club est fondé en 2003 par le ministère du Pétrole, en 2009 le club accède à la première division irakienne. La première saison 2009-2010, Naft Maysan termine à la 9e place de son groupe, mais la saison suivante le club est relégué en deuxième division. En 2011-2012, le club se qualifie pour le tour final, mais ne pourra se qualifier pour la finale pour la promotion en 1re division. La saison suivante, Naft Maysan termine en tête de son groupe, puis à la deuxième place du tour final qui lui permet de retrouver la première division en 2013.
L'équipe terminera en 2019, à la 5e place, son meilleur classement depuis son retour en Premier League.

## Personnalités du club

### Président du club
- Yahya Zghayer

### Entraîneur du club
| - Ahmed Salim (2009 - 2010) - Ahmed Daham (2010 - 2011) - Hussein Afash (2013) - Sabah Abdul Jalil (2013 - 2014) - Asaad Abdul Razzak (2014) - Hassan Ahmed (2014 - 2015) | - Abbas Obeïd (2015) - Ahmed Daham (2015 - 2016) - Oudaï Ismaïl (2016 - 2018) - Ahmed Daham (2018 - 2020) - Razzaq Farhan (2020 - 2021) - Oudaï Ismaïl (2021 - ) |